# Montipora spongiosa
Montipora spongiosa är en korallart som först beskrevs av Ehrenberg 1834.  Montipora spongiosa ingår i släktet Montipora och familjen Acroporidae. IUCN kategoriserar arten globalt som livskraftig. Inga underarter finns listade i Catalogue of Life.